# Banda de flotación
La banda de flotación es el rango superior al que se someten las fluctuaciones cambiarias de una moneda y determina el límite máximo y mínimo (bandas) en las que no se intervendrá por parte del banco central del país o institución correspondiente.
Cada Estado, en la regulación de moneda de su política monetaria y fiscal, mantiene parámetros (límites) que, al ser soprepasados o ante la inminencia de que ello suceda, puede intervenir. En cada Estado y, dentro de éste, según la coyuntura económica, la banda de flotación permitida o tolerada varía.
Cuando, bien por exceso de demanda de la moneda, bien por defecto de la misma, el tipo de cambio rebasa por arriba o por debajo la banda establecida, una de las medidas comunes del sistema financiero es que los bancos centrales vendan moneda propia (en caso de alza) para forzar su baja, o compren la misma (para evitar la caída de la divisa), usando para ello los instrumentos de emisión de moneda, enajenación o compra de divisa extranjera o enajenación de otros bienes (singularmente reservas de oro).
Las situaciones en las que las tensiones sobre las bandas son muy fuertes requieren la intervención coordinada de varios bancos centrales y, en ocasiones, otras medidas de tipo económico para evitar la revalorización o devaluación de la moneda.